# 丙
丙，天干的第三位。其在方位上指东南偏南方（165°），五行屬火，陰陽属陽。天干亦可表示植物的生長週期，丙指植物长势旺盛。
晚近，有學者指出「丙」象案足之形，讀為「房」，指房俎；「丙」「房」二字，一屬重唇，一屬輕唇，皆在古陽部，故通用。

## 含丙的干支
- 丙寅
- 丙子
- 丙戌
- 丙申
- 丙午
- 丙辰